# SMS Cormoran (1892)
L'SMS Cormoran era un incrociatore leggero della classe Bussard, il quinto membro di una classe di sei navi. Fu costruito per la Marina Imperiale tedesca per il servizio all'estero. La chiglia dell'incrociatore fu impostata a Danzica nel 1890; fu varato nel maggio 1892 e commissionato nel luglio del 1893. Il Cormoran era armato con una batteria principale di otto cannoni da 10,5 centimetri (4,1 pollici) e poteva navigare a una velocità di 15,5 nodi (28,7 km/h; 17,8 mph).
L'incrociatore trascorse la maggior parte della sua carriera all'estero, solitamente nelle colonie tedesche del Pacifico meridionale nelle isole Samoa. I suoi compiti lì consistevano tipicamente in lavori di ricognizione e repressione dei disordini coloniali. Navigò brevemente nelle acque sudafricane tra la fine del 1894 e l'inizio del 1895 prima di salpare per il Pacifico. Partecipò alla cattura del territorio affittato della baia di Jiaozhou nella penisola di Shandong in Cina nel 1897. La Cormoran tornò in Germania nel 1903 e fu modernizzata nel 1907-08. L'anno seguente tornò nel Pacifico meridionale, dove rimase fino allo scoppio della prima guerra mondiale nell'agosto 1914. Attraccata a Tsingtao per riparazioni all'inizio delle ostilità, non fu in grado di prendere parte attivamente ai combattimenti. Fu quindi disarmata e affondata nel porto; i suoi cannoni vennero utilizzati per rafforzare le difese del porto.

## Descrizione

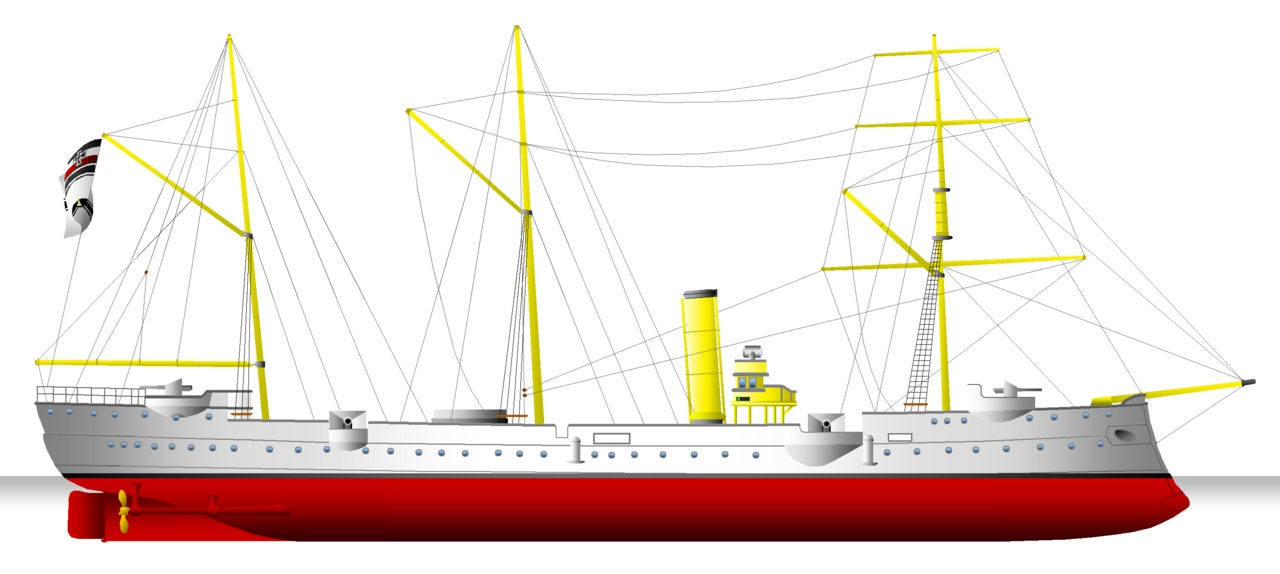
Illustrazione dell'incrociatore di classe Bussard Geier.

Durante gli anni '70 e i primi anni '80 dell'Ottocento, la Germania costruì due tipi di incrociatori: ricognitori piccoli e veloci adatti al servizio come esploratori di flotta e corvette a elica più grandi e a lungo raggio in grado di pattugliare l'impero coloniale tedesco. Un paio di nuovi incrociatori furono impostati nell'anno fiscale 1886-1887, destinati a quest'ultimo scopo. Il generale Leo von Caprivi, capo dell'Ammiragliato imperiale, cercò di modernizzare la forza di incrociatori della Germania. Il primo passo del programma, i due incrociatori non protetti di classe Schwalbe, fornirono la base per la più grande classe Bussard.
Il Cormoran era lungo 82,6 metri (271 piedi), aveva una larghezza di 12,7 m (42 piedi) e un pescaggio di 4,42 m (14,5 piedi) in avanti. Il suo dislocamento era di 1.612 tonnellate (1.587 tonnellate lunghe) normalmente e fino a 1.864 tonnellate (1.835 tonnellate lunghe; 2.055 tonnellate corte) a pieno carico. Il suo sistema di propulsione era costituito da due motori a vapore a tripla espansione orizzontali a 3 cilindri che azionavano una coppia di eliche a vite. Il vapore era fornito da quattro caldaie a tubi cilindriche alimentate a carbone canalizzate in un singolo fumaiolo. Questi fornivano una velocità massima di 15,5 nodi (28,7 km/h; 17,8 mph) da 2.800 cavalli di potenza (2.800 ihp), e un'autonomia di circa 2.950 miglia nautiche (5.460 km; 3.390 mi) a 9 nodi (17 km/h; 10 mph). Era dotato di un equipaggio di 9 ufficiali e 152 uomini arruolati.
La nave era armata con una batteria principale di otto cannoni a fuoco rapido (QF) SK L/35 da 10,5 cm (4,1 pollici) su supporti a piedistallo singolo, forniti con 800 colpi di munizioni in totale. Avevano una gittata di 10.800 m (35.400 piedi). Due cannoni erano posizionati uno accanto all'altro a prua, due su ogni fiancata e due affiancati a poppa. L'armamento dei cannoni era completato da cinque cannoni revolver Hotchkiss da 3,7 cm (1,5 pollici) per la difesa contro le torpediniere. Era anche equipaggiata con due tubi lanciasiluri da 35 cm (13,8 pollici) con cinque siluri, entrambi montati sul ponte.

## Servizio
Il Cormoran fu costruito dal Kaiserliche Werft (cantiere navale imperiale) di Danzica. La sua chiglia fu posata nel 1890 e il suo scafo completato venne varato il 17 maggio 1892. Il Kaiser Guglielmo II partecipò alla cerimonia di varo con il direttore anziano della Kaiserliche Werft. I lavori furono completati entro il 25 luglio 1893, per poi venir commissionata nella Marina imperiale tedesca. Dopo la sua messa in servizio, fu sottoposta a due mesi di prove in mare, completate il 22 settembre. A partire dal 1894, l'incrociatore venne assegnato al servizio all'estero nei possedimenti coloniali della Germania. Inizialmente il 2 ottobre ricevette l'incarico di dirigersi presso la stazione dell'Asia orientale per sostituire la cannoniera SMS Wolf, ma le crescenti tensioni in Sudafrica portarono la Marina a inviare il nuovo incrociatore nell'Africa Orientale Tedesca per proteggere gli interessi tedeschi nella regione.
Il 16 ottobre, il Cormoran e la sua nave gemella appena commissionata, la Condor, lasciarono la Germania dirette in Africa orientale. Arrivarono a Lourenço Marques, la capitale del Mozambico portoghese, il 15 dicembre. Il Cormoran rimase lì per i successivi sette mesi. Nel gennaio 1895, rimorchiò l'incrociatore portoghese Afonso de Albuquerque a Lourenço Marques. A luglio, la Condor arrivò lì per sostituire il Cormoran; quest'ultima era ora libera di tornare al suo impiego originale nelle acque dell'Asia orientale, salpando dall'Africa orientale il 5 luglio. Durante il viaggio si fermò a Mascate, in Oman, dove effettuò una visita ufficiale al sultano. Il 5 agosto, mentre navigava nello Stretto di Hormuz, la valvola di sicurezza sul cilindro di bassa pressione di dritta del motore di dritta fu danneggiata. Di conseguenza il Cormoran dovette attraccare a Bushehr, in Persia, per le riparazioni. Dopo il completamento dei lavori di riparazione, la nave si diresse verso Bassora attraverso lo Shatt al-'Arab, dove fece visita al console tedesco locale e alle autorità turche.

### Primo dispiegamento nel Pacifico

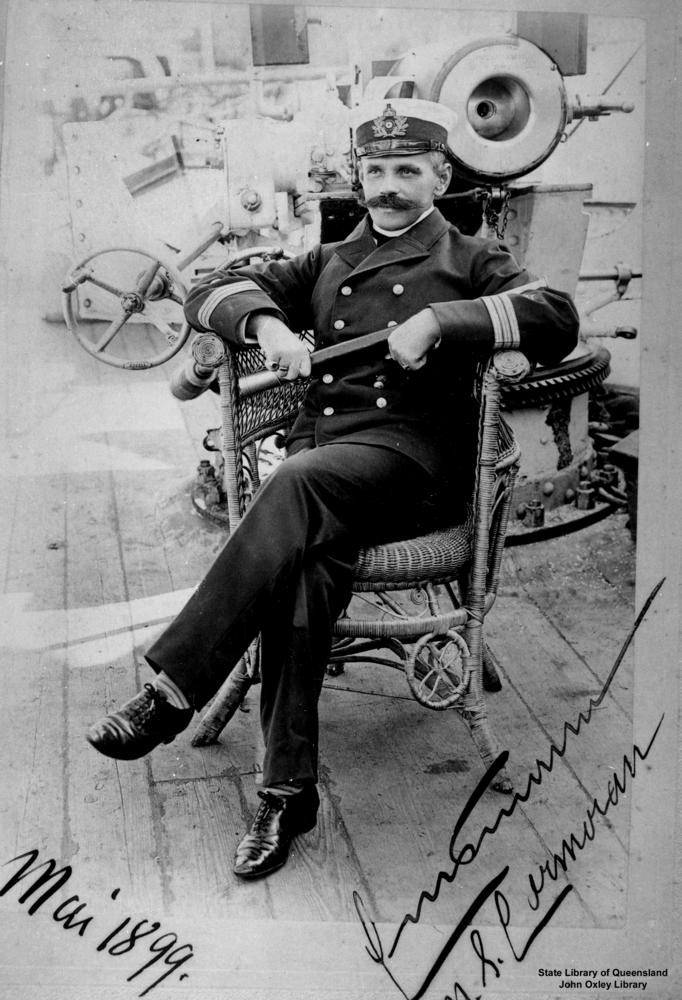
Il capitano di corvetta Hugo Emsmann della Cormoran, a bordo della propria nave nel maggio 1899.

Il 13 settembre 1895 il Cormoran arrivò a Singapore e si unì alla Divisione dell'Asia Orientale sotto il comando del contrammiraglio Hoffmann, che issò la sua bandiera sull'incrociatore corazzato SMS Kaiser. Nel luglio 1896, partecipò al recupero della cannoniera arenata Iltis. Nell'ottobre e nel novembre 1897 il Cormoran risalì il fiume Yangtze fino a Hankow. Fu anche coinvolto nell'occupazione del territorio affittato della baia di Jiaozhou. Si diresse nelle Filippine durante la guerra ispano-americana nel maggio 1898; l'incrociatore americano USS Raleigh impedì al Cormoran di entrare a Cavite. A novembre, rimorchiò il Kaiser dalla baia di Samsah nel Fujian a Hong Kong per le riparazioni. La tesa situazione politica nelle Samoa tedesche spinse l'Admiralstab (Stato Maggiore dell'Ammiragliato) a inviare la Cormoran per fornire aiuto alle sue sorelle Bussard e Falke.
Durante il viaggio verso le Samoa, nella notte tra il 23 e il 24 marzo 1899, l'incrociatore si arenò sul Whirlwind Reef, a nord della punta occidentale della Nuova Pomerania. Rimase incastrata sulla barriera corallina a mezza nave, tanto che la prua sporgeva di circa un metro dall'acqua. L'equipaggio tentò di alleggerire la nave rimuovendo carbone e munizioni, ma rimase incagliata. Il comandante della nave, il Korvettenkapitän Hugo Emsmann, inviò una pinaccia a vapore e una scialuppa con due ufficiali e undici uomini, che trainavano un carico di carbone, a Friedrich-Wilhelmshafen, a circa 162 miglia nautiche (300 km; 186 mi) di distanza. Lì, incontrarono il piroscafo Stettin, che arrivò sulla scena il 29 marzo. Emsmann decise quindi di rimuovere tutto il carbone e le munizioni non necessari, alcuni dei quali furono portati a terra e il resto semplicemente gettato in mare, per tagliare via l'albero maestro e quello di prua e per spostare i cannoni di poppa in avanti. Queste misure permisero alla nave di galleggiare libera dalla barriera corallina. L'equipaggio quindi ripose le provviste che erano state inviate a terra prima di tornare a Friedrich-Wilhelmshafen. Lì, la sua navigabilità venne controllata e furono portate a bordo altre provviste. La Cormoran poi si diresse a Sydney per entrare in bacino di carenaggio per ulteriori controlli; un'ispezione completa dello scafo rivelò che era stato solo leggermente danneggiato. Le riparazioni durarono fino all'inizio di giugno.
La Cormoran tornò a Sydney a metà giugno 1900 per la sua revisione annuale. Parte del suo equipaggio venne sostituito; questi uomini furono poi inviati in Cina per prendere parte alla soppressione della rivolta dei Boxer. Il 2 ottobre, l'incrociatore ormeggiò ad Apia, prima di imbarcarsi per un giro delle colonie tedesche del Pacifico. Seguì un'altra revisione a Sydney, che durò dal 15 marzo al 1° maggio 1901. Durante questo periodo, la Cormoran e l'incrociatore protetto Hansa rappresentarono la Germania durante il primo Parlamento dell'Australia a Melbourne. Durante il viaggio di ritorno alle Samoa, la Cormoran fu inviata alle isole di San Mattia nell'arcipelago di Bismarck, dove un ricercatore tedesco di nome Mencke era stato assassinato, insieme al suo assistente. Lì, la Cormoran e la nave di rilevamento Möwe attaccarono gli isolani responsabili degli omicidi. Il 28 luglio la Cormoran tornò ad Apia e, fino a novembre, la nave rimase occupata con lavori di rilevamento e viaggi nelle altre isole.
Nel 1902, visitò di nuovo l'arcipelago di Bismarck e le isole Marshall. Ulteriori riparazioni furono effettuate a Sydney e l'incrociatore tornò ad Apia entro il 18 agosto. Un altro tour delle colonie tedesche iniziò il 23 settembre. Ritornò a Sydney per la manutenzione periodica a metà marzo 1903 e lì ricevette l'ordine di tornare in Germania. La Cormoran partì dalla capitale australiana il 23 maggio, diretta in Germania; raggiunse Kiel il 13 settembre. Mentre era in Germania, prestò servizio per un certo periodo nella flotta principale. La nave fu modernizzata durante una lunga ricostruzione iniziata nel 1907 presso il Kaiserliche Werft di Danzica. Furono installate nuove caldaie prodotte dalla JW Klawitter a Danzica e il suo sartiame velico venne ridotto. Fu anche installata una nuova torre di comando più grande. I lavori furono completati nel 1908, e il 1° maggio 1909 la Cormoran fu rimessa in servizio per operare nel Pacifico.

### Secondo dispiegamento nel Pacifico

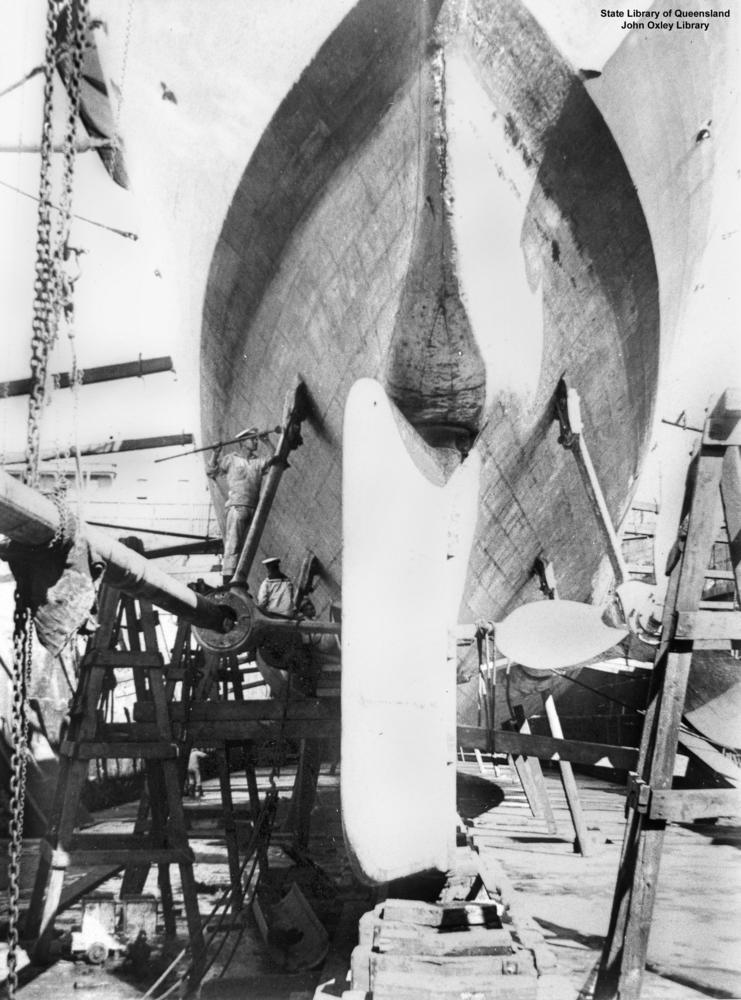
Il Cormoran in bacino di carenaggio a Sydney.

Mentre si trovava a Malta l'8 giugno 1909, ricevette l'ordine di procedere verso l'Asia Minore, dove i disordini in Turchia e la violenza contro gli armeni stavano spingendo all'intervento tedesco. Si unì agli incrociatori Stettin e Lübeck, prendendo a bordo circa 300 armeni per proteggerli dalle persecuzioni. Il 9 luglio, mentre era ormeggiata a Porto Said, ricevette l'ordine di riprendere il suo viaggio verso il Pacifico. Il Cormoran fu costretto a fermarsi a Jeddah per riparare le proprie caldaie. Dopo aver raggiunto il Pacifico, iniziò il lavoro di rilevamento costiero e la sua squadra di sbarco guidò una spedizione punitiva contro i cannibali nel Kaiser-Wilhelmsland. Il 3 novembre, prese parte a una cerimonia di alzabandiera nella baia Blanche per commemorare il possesso tedesco della Nuova Pomerania. Tre giorni dopo, il suo equipaggio partecipò alla cerimonia di inaugurazione di una Torri di Bismarck a Toma, una città a sud-ovest della capitale, Herbertshöhe.
Il 13 novembre, il Cormoran imbarcò il governatore a Herbertshöhe e andò prima a Friedrich-Wilhelmshafen, poi ad Hansa-Hafen e poi al fiume Kaiserin-Augusta. L'incrociatore risalì il fiume per 183 miglia nautiche (339 km; 211 mi) prima di ricevere l'ordine di invertire la rotta. Entro il 22 novembre, aveva raggiunto la foce del fiume e l'8 gennaio 1910, aveva attraccato di nuovo ad Apia. Partecipò alle celebrazioni per il decimo anniversario dell'annessione tedesca delle isole, che durarono dal 28 febbraio al 3 marzo. Durante un viaggio a Hong Kong, fu colta da un uragano, che causò danni significativi all'incrociatore. I suoi lati furono leggermente spinti verso l'interno e tutte le sue imbarcazioni furono danneggiate dalla tempesta. Riparazioni temporanee furono effettuate a Nouméa in Nuova Caledonia. Il Cormoran arrivò finalmente a Hong Kong il 3 maggio; entro il 15 luglio era tornato ad Apia. Fu poi raggiunto dal suo gemello Condor, dall'incrociatore corazzato Scharnhorst e dagli incrociatori leggeri Emden e Nürnberg dello Squadrone dell'Asia orientale. Le cinque navi navigarono insieme fino a quando, il 13 dicembre, mentre si trovavano a Rabaul, ricevettero l'ordine di procedere verso Ponape per reprimere la ribellione dei Sokeh. Arrivarono il 19 dicembre e operarono nell'area fino al 22 febbraio, con il Cormoran, l'Emden e il Nürnberg che sbarcarono squadre di terra a supporto della Polizei-Soldaten (una forza di ufficiali di polizia) schierata dalla Nuova Guinea tedesca.
Il 23 marzo, il Cormoran tornò a Sydney per un'altra revisione annuale. In seguito, riprese i suoi consueti compiti di crociera nelle colonie tedesche del Pacifico. A settembre, l'incrociatore e il piroscafo Planet liberarono il brigantino norvegese Fram, che si era arenato. Ricevette un'altra importante revisione a Tsingtau nel maggio 1912, a cui seguirono crociere di rilevamento nelle colonie tedesche. Non tornò ad Apia fino al 10 gennaio 1913. Il Cormoran fu riclassificato come cannoniera il 24 febbraio 1913 per ordine dell'ammiraglio Alfred von Tirpitz, segretario di Stato del Reichsmarineamt (ufficio della marina imperiale). Dal 4 giugno al 5 luglio gli vennero fatte alcune riparazioni a Sydney. Fu poi costretto a fermarsi a Bougainville a causa di faide tribali sull'isola. Sbarcò la sua squadra a terra per aiutare la Polizeitruppen a reprimere il conflitto. Partì per Tsingtau per ulteriori lavori di riparazione all'inizio del 1914, arrivando il 30 maggio.
Con il peggioramento della situazione politica in Europa nel luglio 1914, l'ufficiale superiore a Tsingtau in quel momento, il Fregattenkapitän (Capitano di fregata) Karl von Müller, comandante dell'Emden, ordinò di accelerare i lavori di riparazione del Cormoran. Dopo lo scoppio della guerra all'inizio di agosto, l'Emden catturò il piroscafo russo Ryazan e lo riportò a Tsingtau. Poiché il Cormoran era ancora fuori servizio, fu dismesso e il suo equipaggio prese il comando del vascello russo, venendo commissionato come incrociatore ausiliario Cormoran. Alcuni uomini delle cannoniere Iltis e Vaterland, insieme ad alcuni volontari di guerra, si unirono a loro a bordo del nuovo incrociatore ausiliario. Gran parte del suo armamento fu rimosso per rafforzare le difese costiere a Tsingtau il 6 agosto 1914 per proteggere la concessione dagli attacchi britannici. Venne affondato nel porto nella notte tra il 28 e il 29 settembre 1914 dal personale del cantiere navale imperiale per impedirne la cattura.